# Katyna Ranieri
Katyna Ranieri, pseudonimo di Caterina Ranieri (Follonica, 31 agosto 1925 – Roma, 2 settembre 2018), è stata una cantante e attrice italiana.

## Biografia

Katyna Ranieri nel 1955

Nata a Follonica nel 1925, debutta nell'immediato dopoguerra come cantante nei circoli delle Forze Armate americane; prende successivamente parte come soubrette ad alcuni spettacoli di varietà nelle compagnie di Fanfulla e di Tino Scotti.
Nel 1953 debutta al Festival di Sanremo con quattro canzoni, portando in finale No Pierrot in coppia con Achille Togliani, ma il suo maggior successo di questa edizione è Acque amare, composizione di Carlo Alberto Rossi: la canzone non arriva in finale, nonostante l'applaudita versione dell'altra interprete Carla Boni, ma anche la versione di Ranieri riesce a imporsi col proprio stile non convenzionale, valorizzato dall'arrangiamento, innovativo per quei tempi, dell'orchestra del maestro Armando Trovajoli.
Nello stesso anno debutta anche al cinema come attrice con Fermi tutti... arrivo io!, al quale fanno seguito Viva la rivista! e Capitan Fantasma. Il grande successo popolare arriva con il Festival di Sanremo 1954, in cui presenta tre brani, tra cui Canzone da due soldi, che si classifica al secondo posto. A maggio partecipa anche al Festival di Napoli, portando in finale Pulecenella in coppia con Giacomo Rondinella e Mannaggia 'o suricillo con Maria Paris.
Bella e affascinante, Katyna Ranieri si afferma come interprete di grande intensità, capace di spaziare dal genere melodico a quello jazzistico, grazie a una voce delicata, duttile e sensuale.

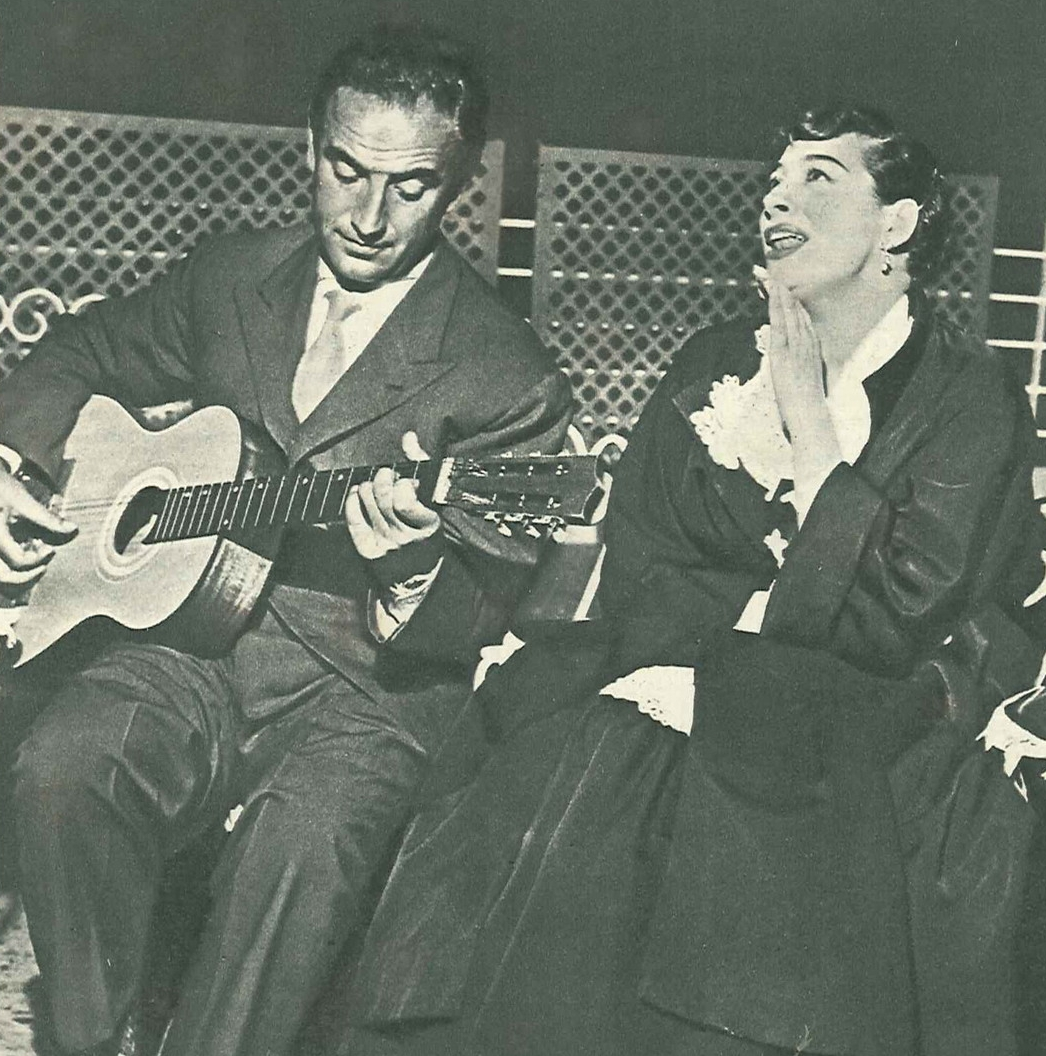
Katyna Ranieri canta accompagnata alla chitarra dal celebre compositore napoletano Ugo Calise nel 1956

Si sposa in prime nozze con l'ufficiale dell'aviazione Eusepio Sternini, da cui ha il figlio Enrico; si separa dal marito nel 1954 e conosce il maestro Riz Ortolani, che sposa nel 1956 a Città del Messico. Tuttavia, non essendo il matrimonio valido in Italia, viene denunciata da Sternini per bigamia e condannata a otto mesi di reclusione, condanna poi amnistiata nel maggio 1960; la situazione si risolverà definitivamente solo nel 1964 con l'annullamento del primo matrimonio da parte della Sacra Rota e il matrimonio italiano con Riz Ortolani dal quale nasce una figlia, Rizia Ortolani.

Katyna Ranieri nel 1964

A metà degli anni cinquanta entra a far parte del gruppo di cantanti della Radio Rai, accompagnati dalla grande orchestra di Carlo Savina e firma un importante contratto discografico con la RCA Italiana, che con l'album La ragazza di Piazza di Spagna la lancia anche sul mercato internazionale. Partita per l'America Latina per una lunga tournée, ottiene un grande successo insieme a suo marito Riz Ortolani con uno show trasmesso dalla televisione messicana.
Nel 1962 incide il 45 giri Nessuno mai mi ha mandato dei fior, scritto da Piero Ciampi.
Un grande successo internazionale lo ottiene dalla canzone More, candidata agli Oscar, che Ortolani inserisce nella colonna sonora del film Mondo cane (1962). Katyna Ranieri interpreta con successo sia la versione inglese More, che quella italiana Ti guarderò nel cuore.
È l'unica cantante italiana ad aver cantato alla notte degli Oscar, nel 1964. Celebre a livello internazionale, ha effettuato tournée in tutto il mondo.
Nel suo repertorio figura anche la cover del brano musicale Johnny Guitar, dalla colonna sonora del film western del 1954 Johnny Guitar, diretto da Nicholas Ray.
Come cantante ha collaborato con Nino Rota per diversi film di Federico Fellini (8½ e Amarcord).
Oh my love, scritta da Ortolani nel 1971 e cantata dalla Ranieri per il film Addio zio Tom di Gualtiero Jacopetti e Giorgio Prosperi, è stata scelta sia per Drive (2011) di Nicolas Winding Refn che per Gli ultimi saranno gli ultimi (2015) di Massimiliano Bruno.
Tra le sue numerose partecipazioni televisive in particolare vi è la conduzione, insieme al marito Riz Ortolani e all'attore Stefano Satta Flores, del programma musicale C'è un'orchestra per lei, andato in onda sul canale nazionale RAI nella primavera del 1976.
Nel 2022 un brano da lei interpretato negli anni '60, ripubblicato col titolo di La dolce vita (Original Vocal Version), è stato scelto da Fiat per la campagna di promozione internazionale del nuovo modello 500e, con Leonardo DiCaprio. La canzone, scritta da Nino Rota, è stata quindi riedita come singolo da CAM Sugar.

## Discografia parziale

### 33 giri 25 cm
- 1954: Otto grandi successi del 4º Festival della Canzone (Cetra, LP 10, con il Quartetto Cetra; la Ranieri interpreta quattro canzoni, di cui una insieme ad Antonio Vasquez, mentre il Quartetto Cetra interpreta altri quattro brani)
- 1954: Appuntamento con Katyna (RCA Italiana, A10V 0015)
- 1955: Katyna Ranieri e le sue canzoni (RCA Italiana, A10V 0032)
- 1956: 10 successi da film (RCA Italiana, A10V 0040; con Nilla Pizzi, Armando Trovajoli, Marilyn Monroe e altri)
- 1956: Katyna Ranieri (Cetra, LP 59)
- 1956: Katyna Ranieri (Fonit, LP 197)

### 33 giri 30 cm
- 1972: Amanti e briganti (RCA Italiana, DPSL 10560)
- 1974: Lui, lui, lui! (EMI Italiana, 3C 064-17959)
- 1977: Colgo la rosa (Fonit Cetra, LPP 358)
- 1980: Weill Opera 2 (Fonit Cetra, LPX 88)
- 1981: Katyna's bazaar (Fonit Cetra, LPX 101)
- 1984: Concerto per Fellini (RCA Italiana, ML 31729; doppio dal vivo con Nino Rota)

### 78 giri
- 1953: No, Pierrot/Innamorami (Cetra, DC 5701)
- 1953: Nilla Pizzi - Gino Latilla/Katyna Ranieri - Colpa del bajon/Canzone da due soldi (Musica, A 7010), uscito in Svezia
- 1954: Canzone da due soldi/Sotto l'ombrello (Cetra, DC 5976)
- 1954: Aveva un bavero (color zafferano)/Non è mai troppo tardi (RCA Italiana, A25V 0027)
- 1955: Prigionieri del cielo/Goodbye, Jane (RCA, A25V-0154)
- 1955: Catina Catì, con Rino Loddo (RCA Italiana, A25V 0102)
- 1955: Amo Parigi/È tanto bello (RCA Italiana, A25V-0233)
- 1955: Johnny Guitar/Telephonez Moi, chérie (RCA Italiana, A25V 0138)
- 1955: 'Na voce, 'na chitarra/Mes mains (RCA Italiana, A25V 0139)
- 1955: Il vero amore/Chiove (RCA, A25V-0425)
- 1956: Parole e musica/Lui e lei (Fonit, 15252)
- 1956: Scapricciatiello/'A frangesa (Fonit, 15194)
- 1956: L'amore è una cosa meravigliosa/Je viens de souffrir (Fonit, 15195)
- 1956: Aprite le finestre/Anima gemella (Fonit, 15249)
- 1956: Amami se vuoi/La colpa fu! (Fonit, 15250)

### EP
- 1954: Arrivederci Roma/Scapricciatiello/Amo Parigi/È tanto bello (RCA Italiana, A72V 0022)
- 1955: Memories of Naples (RCA Italiana, A72V 0051)
- 1956: Canzone da due soldi (RCA Italiana, A72V 0066)
- 1956: Memories of Rome (RCA Italiana, A72V 0050)
- 1956: Scapricciatiello (RCA, EPB 1158)
- 1956: Love in Three Languages - L'amour, L'amore, love (RCA, EPB-1158-1)
- 1956: L'amore è una cosa meravigliosa (Fonit, EP. 4085)
- 1956: Girl on the Spanish Steps (RCA Victor, MKE-159)
- 1957: I'm in the Mood for Love/'A frangesa/Estas commigo/Un mundo raro (RCA Italiana, A72V 0143)
- 1957: Amami se vuoi (RCA Italiana, A72V 0144)
- 1957: Polichinela/Rosas/Dos monedas por una canción/Esperanza (RCA, 3-22007)
- 1958: Arrivederci Roma y otras escogidas canciones (RCA, 3-20148)
- 1958: Canta sus más bellas canciones (RCA, 3-20149)
- 1958: En Roma (RCA, 3-20050)
- 1958: Cachito (RCA, 3-22089)
- 1959: Sono fragili parole (Pathé, 45E AQ 47)
- 1960: 'O marenariello/The torch/Jealousy/Uno a te uno a me (MGM, X 2514)
- 1962: Mondo cane (Pathé, EA 598)
- 1964: La Rolls Royce jaune (MGM, 63.622)
- 1965: El Rolls-Royce amarillo (MGM, MGM 63 522)

### 45 giri
- 1954: Prigionieri del cielo/Goodbye Jane (RCA Italiana, 45N 154)
- 1956: L'amore è una cosa meravigliosa/L'uomo e il fanciullo (La donna e la bambina) (Fonit, SP. 30017)
- 1956: Scapricciatiello/'A frangesa (Fonit, SP 30018)
- 1958: Canzone da due soldi/Aveva un bavero (Cetra, SP 30018; lato B cantato da Vittoria Mongardi)
- 1959: Non dimenticar/Sono fragili parole (Pathé, AQ 1077)
- 1959: Canalla/Ti voglio tanto bene (Pathé, AQ 1078)
- 1960: Fontana di Trevi/Arrivederci Roma (RCA Italiana, 45N 1081)
- 1960: Uno a te, uno a me/La mia felicità (MGM Records, K 2013)
- 1961: Tu sempe/Cuntrora (MGM Records, K 2032)
- 1961: Mary, Mary (Marie Marie)/Impazzirei (MGM Records, K 2026)
- 1961: La fine del mondo/Tornerò, tornerò, tornerò (MGM Records, K 2016)
- 1961: Piccola, dolce, tenera, cattiva/Taffetas (MGM Records, K 2027)
- 1962: Come Back To Rome/Je ne regrette rien (MGM Records, K 2041)
- 1962: Impazzirei/Taffetas twist (MGM Records, K 2042)
- 1962: Mondo cane/Ti guarderò nel cuore (MGM Records, K 2051)
- 1962: Amor amor/Canaglia (MGM Records, K 2054)
- 1962: Desafinado/La stella del desiderio (Decca, 45 - C 16593)
- 1963: Puntualità/Il twist del pelato (Decca, C 16603)
- 1963: El pecador (Decca, C 16605)
- 1963: Ein Glas Voll Wein, Boys! (Decca, D 19 406)
- 1963: Sei Immer Gut Zu Mir/Hallo - How Do You Do (Decca, D 19 445)
- 1964: Wherever You May Go (Decca, D 19 395)
- 1964: More/Hello Hello (Decca, C 16617)
- 1965: Forget domani/Now and Then (MGM Records, K 2104)
- 1965: La giostra della vita (MGM Records, K 2113)
- 1965: La giostra della vita/Johnny West (MGM Records, K 2114)
- 1965: Donna di fiori (MGM Records, K 2115)
- 1965: The Yellow Rolls-Royce/Forget domani (MGM Records, DM-1027)
- 1968: Banditi a Milano (Ariete, AR 8004)
- 1968: Strange World (DET Recording, DTP 27)
- 1969: Ciuzhie (Due Estranei) (CAM, AMP 70)
- 1971: La confessione/Senza te, mai (RCA Italiana, PM 3612)
- 1971: Oh my love/Addio zio Tom (RCA Original Cast, OC 21; Lato B Riz Ortolani e la sua orchestra)
- 1972: Say Hello To Yesterday/Hello Happiness (RCA Original Cast, OC 24)
- 1973: L'amore secondo Teresa (Pathé, 3C 006-17935)
- 1976: ... E tu cercavi me!/Non mi piacevi neanche un po' (CBS, CBS 4208)
- 1977: Colgo la rosa (Cetra, SP 1671)

## Discografia fuori dall'Italia

### 33 giri
- 1954: En la Escalinata de la Plaza de España (RCA, 3L10006; pubblicato in Spagna)
- 1955: Girl on the Spanish steps (RCA Victor, LPM 1074; pubblicato negli Stati Uniti)
- 1956: Italian Love Songs (Capitol, ST 10221; pubblicato negli Stati Uniti)
- 1957: Katyna Ranieri (RCA Victor, MKL 1009; pubblicato negli Stati Uniti)
- 1957: Recordacoes Italia (RCA Victor, BBL 3009; pubblicato in Brasile)
- 1958: Love in three languages (RCA Victor, LPM 1158; pubblicato negli Stati Uniti)
- 1958: Amor em tres idiomas (RCA Victor, BKL 55; pubblicato in Brasile
- 1961: And now Katyna Ranieri (MGM, E 3880; pubblicato negli Stati Uniti)
- 1961: And now Katyna Ranieri (Musart, D 666; pubblicato in Messico)
- 1963: Show stoppers! (London, LL 3308; pubblicato negli Stati Uniti)

### 45 giri
- 1960: Never on sunday/La mia felicità  (MGM 1094; pubblicato in Gran Bretagna)
- 1963: Ein Glas voll Wein, boys/Soweit die Sonne lacht (Decca, D 19 406; pubblicato in Germania)

## Varietà musicali Rai
- Orchestra melodica diretta da Guido Cergoli, con le voci di Katyna Ranieri, Luciano Tajoli, Tina Centi e Gianni Ravera, trasmesso 1 febbraio 1954
- Batticuore, varietà musicale di Katyna Ranieri, orchestra di Riz Ortolani, trasmesso il 23 febbraio 1956

## Filmografia
- Fermi tutti... arrivo io!, regia di Sergio Grieco (1953)
- Capitan Fantasma, regia di Primo Zeglio (1953)
- Viva la rivista!, regia di Enzo Trapani (1953)
- Lacrime d'amore, regia di Pino Mercanti (1954)
- Processo all'amore, regia di Enzo Liberti (1955)
- Dramma nel porto, regia di Roberto Bianchi Montero (1955)
- San Remo canta, regia di Domenico Paolella (1956)
- Música de siempre, regia di Tito Davison (1958)
- Con rispetto parlando, regia di Marcello Ciorciolini (1965)